# Ararat Sport Club
Ararat Sport Club é um clube esportivo da cidade de Erbil, no Curdistão Iraquiano.

## História
Fundado no ano 2000, o clube foi o primeiro campeão da Copa do Curdistão, torneio regional antecessor do Campeonato Curdistanês de Futebol, na temporada 2003-04.[carece de fontes?] Sua única participação na Premier League Iraquiana - a primeira divisão nacional - foi na edição 2005-06, na qual foi relegado à Divisão 1.